# VyOS
VyOS — операционная система с открытым исходным кодом на основе Debian GNU/Linux. 
VyOS предоставляет бесплатную платформу маршрутизации, которая конкурирует непосредственно с другими коммерчески доступными решениями от известных сетевых провайдеров. Поскольку VyOS работает на стандартных системах amd64, i586 и ARM, он может использоваться как платформа маршрутизатора и брандмауэра для облачных вычислений.

## История
После того, как Brocade Communications прекратила разработку Vyatta Routing, небольшая группа энтузиастов заняла последнее издание Community Edition, и работала над созданием форка с открытым исходным кодом, чтобы продолжить законченную разработку Vyatta Routing.

## Релизы
Версия 1.0.0 (Hydrogen) выпущена 22 декабря 2013 года. 9 октября 2014 года была выпущена версия 1.1.0 (Helium). Все версии, выпущенные до сих пор, были основаны на Debian 6.0 (Squeeze), и доступны как 32-битные, и 64-битные образы для физических, и виртуальных машин.
В соответствии с соглашением об именах, следующая версия будет называться Lithium.

### История версий
| Кодовое имя | Версия | Дата             |
| ----------- | ------ | ---------------- |
| Hydrogen    | 1.0.0  | 22 декабря 2013  |
| Helium      | 1.0.1  | 17 января 2014   |
| Helium      | 1.0.2  | 3 февраля 2014   |
| Helium      | 1.0.3  | 9 мая 2014       |
| Helium      | 1.0.4  | 16 июня 2014     |
| Helium      | 1.0.5  | 26 сентября 2014 |
| Helium      | 1.1.0  | 9 октября 2014   |
| Helium      | 1.1.1  | 8 декабря 2014   |
| Helium      | 1.1.3  | 28 января 2015   |
| Helium      | 1.1.4  | 9 марта 2015     |
| Helium      | 1.1.5  | 25 марта 2015    |
| Helium      | 1.1.6  | 17 августа 2015  |
| Helium      | 1.1.7  | 17 февраля 2016  |
| Helium      | 1.1.8  | 13 ноября 2017   |
| Crux        | 1.2.0  | 28 января 2019   |
| Crux        | 1.2.1  | 16 апреля 2019   |
| Crux        | 1.2.2  | 15 июля 2019     |
| Crux        | 1.2.3  | 5 сентября 2019  |
| Equuleus    | 1.3.1  | 20 марта 2022    |
| Equuleus    | 1.3.2  | 7 сентября 2022  |
| Equuleus    | 1.3.3  | 22 июня 2023     |
| Sagitta     | 1.4.x  | TBA              |

### ПоддержкаVMware
Образ VyOS OVA для VMware было выпущено с выпуском технического обслуживания от 3 февраля 2014 года. Он позволяет удобную настройку VyOS на платформе VMware, и включает в себя все инструменты VMware, и пара-виртуальные драйверы. Образ OVA можно загрузить со стандартной страницы загрузки.

### ПоддержкаAmazon EC2
Начиная с версии 1.0.2, клиенты Amazon EC2 могут выбрать образ ВОМС AMI (устаревший, был удалён из скачиваний в феврале 2018 года).
Начиная с версии 1.1.7, клиенты AWS должны использовать новый образ VyOS AMI.